# Talofofo
Talofofo (Chamorro : Talo’fo’fo’) est l'une des 19 villes du territoire des États-Unis de Guam.